# Roller derby

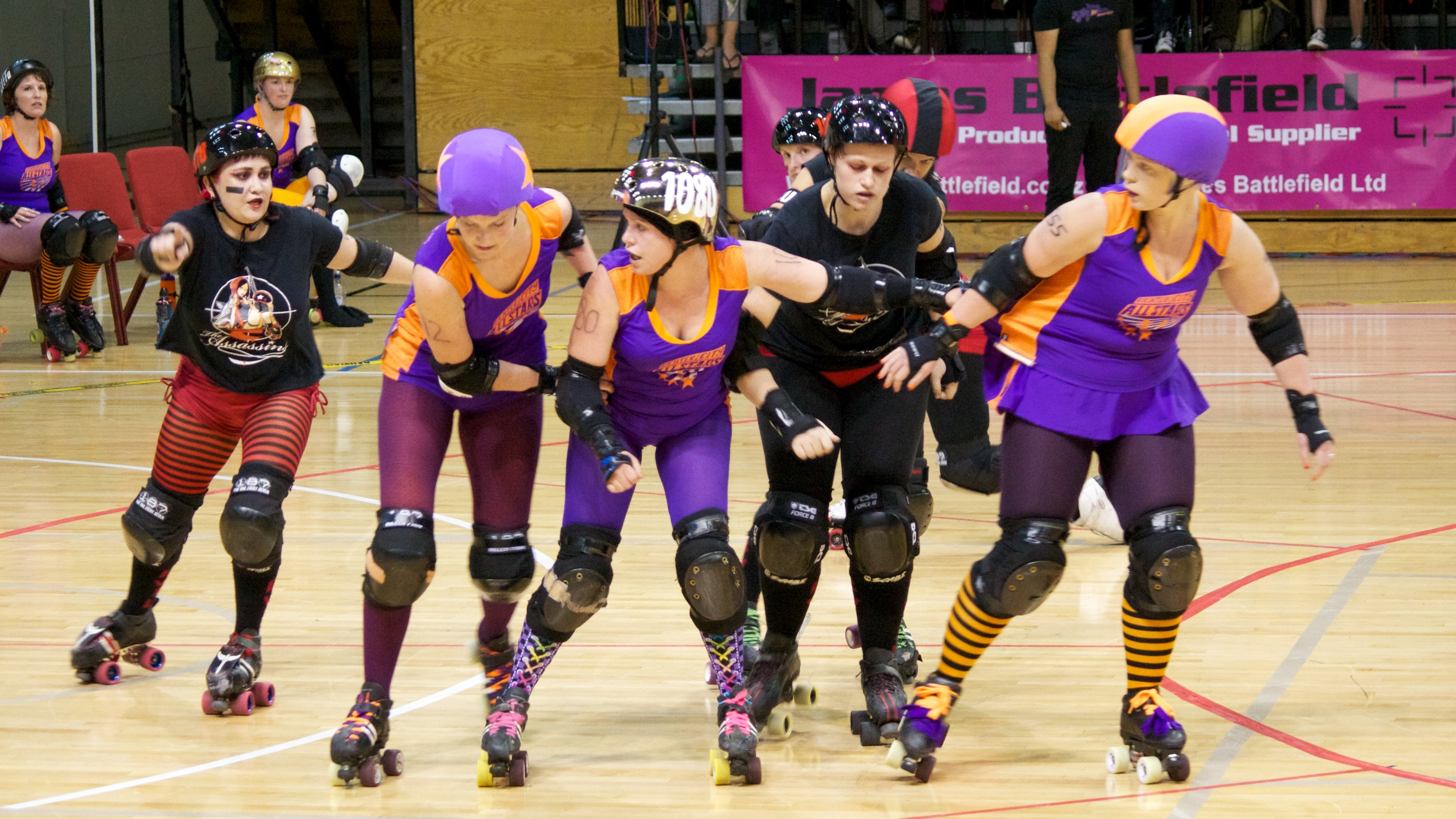
Roller Derby (22)

El roller derby és un esport de contacte originari dels Estats Units basat en el patinatge sobre rodes i format al voltant d'una pista oval. Es juga amb dos equips de 5 persones majoritàriament femenines. El joc consisteix en diversos enfrontaments anomenats “jams” on cada equip escull un jugador (“jammer”) que anota punts per passar en voltes els membres de l'equip contrari. La resta de membres intenten ajudar-lo obstaculitzant els altres membres contraris.
En 2023 es comptaven unes 1.000 lligues a tot el món, principalment als Estats Units, i el 2013 n'eren unes 1.250.

## El joc

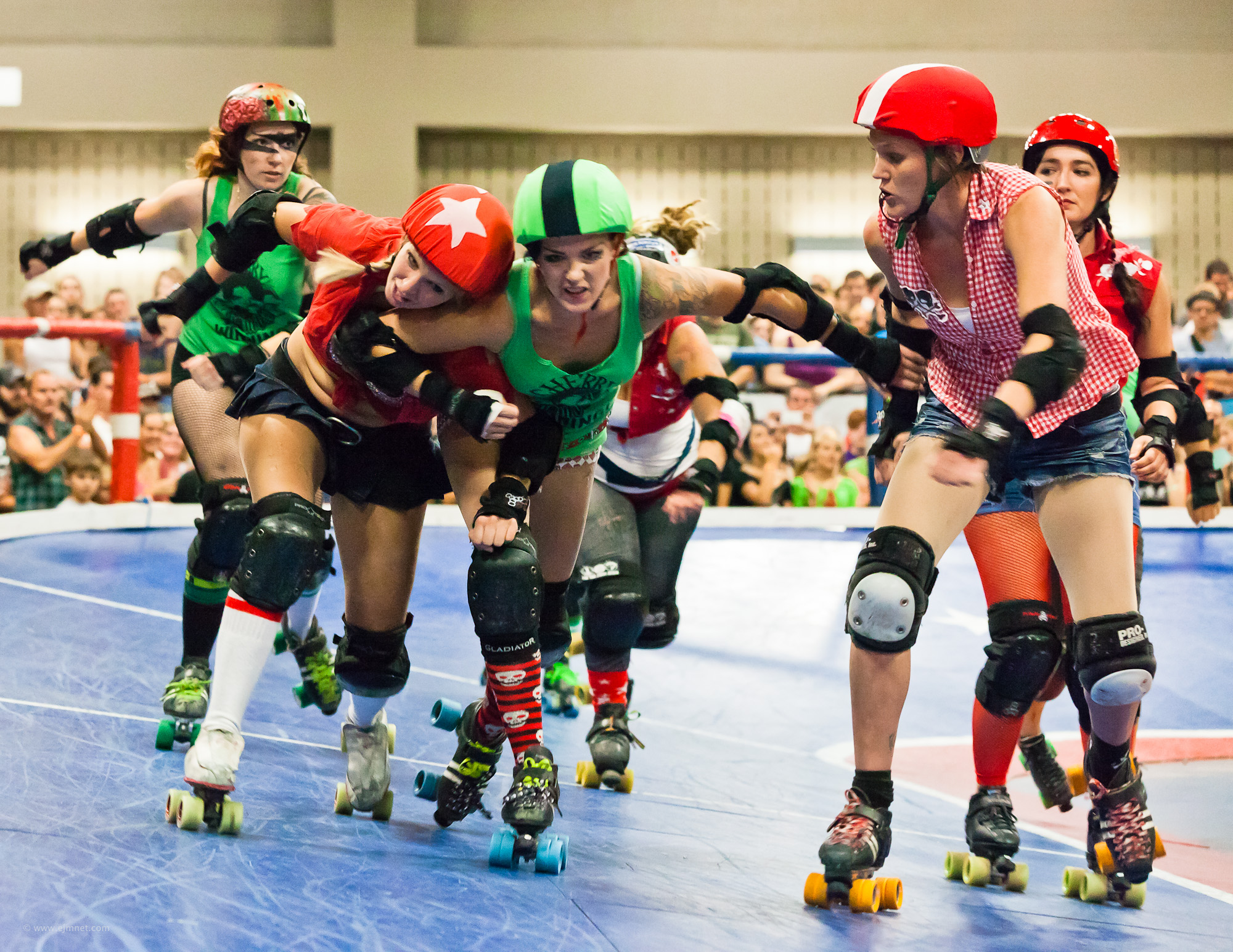
Texas Roller Derby Lonestar Rollergirls

El roller derby consta d'un seguit de normes que en aquest cas extraurem de l'Associació de Dones Flat Track Derby (WFTDA) que són les que s'utilitzen en la majoria de lligues.

### Regles bàsiques
Es juga amb dos equips de cinc membres que patinen a la vegada en sentit contrari al rellotge (cap a l'esquerra) sobre la pista. Cada equip necessita un jugador de puntuació (“el jammer”) i els altres quatre “bloquejadors”. Entre els bloquejadors, pot haver-hi un “pivot”.
Un partit dura 60 minuts i es divideix en dos períodes de 30 minuts. En aquests períodes no hi ha un límits de “jams” o també anomenats “embussos”. Es puntua durant els “embussos” que duren fins a dos minuts. Durant un embús, el jammer ha de passar voltes a l'equip contrari, mentre que els bloquejadors dels altres ho intenten evitar mitjançant el contacte corporal, canvi de posicions i altres tàctiques.
Depenent dels bloquejos, els àrbitres poden demanar sancions que impliquen passar temps en una caixa de la pena. Aquesta “penalty box” és una zona neutral del camp on hi ha uns bancs per aquelles jugadores que hagin estat penalitzades. Al final guanya l'equip que més punts ha aconseguit.

### Posicions
Basades a partir de les posicions que ocupen els membres durant un Jam:
- Bloquejador: Ajuden al Jammer de l'equip i bloquegen al de l'equip contrari. Són responsables de mantenir el paquet i no poden puntuar. Abans de començar un Jam, s'han d'alinear darrere del pivot. Es diferencien perquè no porten funda al casc, pot ser bàsic i preferiblement sense marques (per no confondre’s amb pivots o jammers).
- Pivot: És un bloquejador amb privilegis que fa la funció de manar i establir una estratègia. Aquests privilegis són el fet de poder alinear abans d'un Jam a la línia de pivot i que en certes circumstàncies pot ocupar la posició de Jammer.
- Jammer: És l'únic jugador que suma punts passant en voltes a l'equip contrari. Pot convertir-se en el Jammer Líder i poder determinar el final d'un Jam abans dels dos minuts si passa a través del paquet. També pot passar la seva posició al pivot transferint-li l'estrella dins d'una zona d'enfrontament.

### Àrbitres
Els àrbitres patinen dins i fora de la pista i en general van vestits amb ratlles blanques i negres. Són els encarregats de senyalar les sancions, controlar les puntuacions i vetllar per un joc segur. Hi ha tres tipus d'àrbitres:
- Àrbitre principal: és el màxim responsable i supervisor general. Assigna les posicions i funcions dels altres àrbitres i no- oficials. És l'únic que pot emetre expulsions.
- Àrbitres del paquet: Poden ser fins a 5 però no més de dos poden estar dins de la pista. Són responsables d'observar i penalitzar els patinadors del paquet.
- Àrbitres del Jammer: Són dos i es troben a l'interior de la pista. Són els encarregats de supervisar els jammers cadascú d'un equip diferent i amb una polsera (o casc) que determina de quin equip és responsable cada un. Al final d'un període es canvien d'equip.

A part dels àrbitres, també podem trobar "non-skating officials" (NSO’s) amb funcions més específiques. Per exemple hi ha 2 anotadors (registre de punts), seguidors de penals (registre de sancions), temporitzadors de penals (a la “penalty box”), operador d'interès (anota en un taulell), anotador d'alineacions (anota les jugadores) i un temporitzador de Jams (cronometra el temps entre Jams).

#### Avisos de xiulets
| Inici d'un Jam    | Un curt                      |
| Maneig del Jammer | Dos ràpids                   |
| Penal             | Un llarg                     |
| Final d'un Jam    | Quatre ràpids (Amb dos ecos) |

## Equipament
Les jugadores porten patins de 4 rodes i estan obligades a vestir amb equip de protecció on s'inclou un casc, genolleres, colzeres, canelleres i protecció bucal.
Cada equip té un uniforme que es pugui diferenciar amb l'equip contrari i sigui còmode per bellugar-se a la pista. Portar a l'uniforme el número de cada jugadora és obligatori però el nom és opcional. A més el capità de l'equip haurà de portar una “C” a l'uniforme o al braç.
El jugador que ocupi la funció de “jammer” porta una coberta al casc amb dues estrelles. El pivot porta una funda ratllada i la resta de jugadors porten el casc descobert.

## Història
El nom roller derby prové de les antigues carreres de patins en els anys 20. Leo Seltzer va ser el gran promotor d'aquest esport, a la dècada dels 30 quan va modificar alguns aspectes i el va registrar amb el nom de "roller derby". El 1930 Leo A. Seltzer va organitzar una sèrie de carreres de patinatge semblants a les de bicicletes que ja eren populars. Hi van participar 25 equips en els quals hi havia d'haver una dona i un home patinador amb l'objectiu de completar 57.000 voltes al voltant de la pista. Els historiadors esportius agafen aquest fet com el primer Roller Derby.
Seltzer va seguir organitzant aquestes carreres fins a l'any 1937 quan el reporter Damon Runyon va assenyalar que els moments més emocionants eren quan els patinadors es xocaven. Això va suposar un canvi, en comptes de ser un joc de resistència van passar a ser un joc d'atac i defensa. A més els homes i les dones van passar a jugar en períodes alternants. Durant els anys 1940 i 1950 el Roller Derby va anar guanyant popularitat. Es va tornar un esport de més rivalitat i més agressivitat. El 1970 problemes econòmics van fer que l'esport caigués, encara que es fessin combats televisats no va reviure l'interès de la gent. El 2001 l'esport va renéixer i es van crear noves lligues amb la mateixa estructura però amb equips femenins. Actualment ha guanyat molta popularitat que va en augment.
Lola Lix, una jugadora d'Atlanta va dir "Les dones en realitat no han tingut prou de la presència o lloc en els esports físics, excepte per a la boxa. Crec que el Derbi és atractiu per a les dones, ja que arribem a un aparador de [nostra] força, agilitat i velocitat com els homes."

## Roller Derby a Espanya
La primera lliga que va aparèixer a Espanya va ser la Tenerife Roller Derby el 2010. Més tard, al mateix any va sorgir la Barcelona Roller Derby i el nombre d'equips ha anat augmentant des de llavors.
Actualment hi ha una lliga nacional (ARDE) que fomenta el Roller Derby a Espanya, fomentant la creacció de nous equips al llarg de la peninsula.